# Matthew Henvey
Matthew Henvey (* 4. Januar 2000 in Perth) ist ein schottischer Fußballspieler.

## Karriere
Matthew Henvey spielte bis zum Jahr 2017 in der Jugend des FC Dundee. In Dundee spielte er bis zu der U-20-Mannschaft, bevor er sein Debüt für den Verein in der Scottish Premiership gab. Am 26. Dezember 2017 debütierte er am 21. Spieltag der Saison 2017/18 bei einer 0:2-Niederlage gegen Celtic Glasgow im Dens Park als Einwechselspieler. Bis zum Ende der Saison kam der Stürmer in drei weiteren Spielen zum Einsatz. Dabei gelang ihm gegen Hamilton Academical sein erstes Tor. Im September 2018 folgte ein Spiel gegen Hibernian Edinburgh, bevor er im Januar 2019 an den schottischen Viertligisten FC Cowdenbeath verliehen wurde. In sieben Spielen erzielte er ein Tor.